# Eric Knittel
Eric Knittel (* 20. April 1983 in Berlin) ist ein deutscher Ruderer. Sein bisher größter Erfolg ist der Gold-Gewinn bei den Weltmeisterschaften im Doppelzweier 2009.
Knittel war 2003 erstmals Mitglied der Nationalmannschaft, bei den U23-Weltmeisterschaften gewann er Bronze im Leichtgewichts-Doppelvierer. 2004 wurde Knittel Deutscher Meister im Leichtgewichts-Einer und qualifizierte sich in dieser Bootsklasse für die U23-Weltmeisterschaften. Dort wurde er Vizeweltmeister.
2005 gewann Knittel die CRASH-B World Indoor Rowing Championships in Boston, den Titel bei den Weltmeisterschaften auf dem Ruderergometer, in der Kategorie Leichtgewichts-Männer. Für die Saison wechselte er in die offene Gewichtsklasse und wurde zusammen mit Falko Nolte U23-Vizeweltmeister im Doppelzweier. In den folgenden zwei Jahren wurde Knittel in verschiedenen Bootsklassen beim Ruder-Weltcup eingesetzt und war bei den Ruder-Weltmeisterschaften in Eton und München jeweils Ersatzruderer. Bei den Ruder-Europameisterschaften 2007 gewann er Bronze im Doppelzweier mit Tim Bartels.
Nach einer Rückenverletzung Ende 2007 verpasste Knittel 2008 die Qualifikation für die Olympischen Spiele in Peking, stieß 2009 jedoch mit dem dritten Platz bei den Deutschen Kleinbootmeisterschaften in die nationale Spitze vor. Zusammen mit dem Zweitplatzierten Stephan Krüger bildete er den deutschen Doppelzweier für die Weltmeisterschaften in Posen, wo die Mannschaft nach einem starken Endspurt die Goldmedaille erringen konnte.
Verletzungsbedingt konnte der Doppelzweier erst bei den Ruder-Europameisterschaften 2010 wieder an den Start gehen. Knittel und Krüger belegten hier Platz vier und ruderten auch bei den Weltmeisterschaften in Lake Karapiro für Deutschland.
Bei den Olympischen Spielen 2012 wurde er im Doppelzweier mit Stephan Krüger Neunter. Im Frühjahr 2014 beendete er seine internationale Karriere. 
Knittel startet für den Berliner Ruder-Club.

## Internationale Erfolge
- 2003: 3. Platz U23-Weltmeisterschaften im Leichtgewichts-Doppelvierer
- 2004: 2. Platz U23-Weltmeisterschaften im Leichtgewichts-Einer
- 2005: 1. Platz Ruderergometer-Weltmeisterschaften Leichtgewichts-Männer
- 2005: 2. Platz U23-Weltmeisterschaften im Doppelzweier
- 2007: 3. Platz Europameisterschaften im Doppelzweier
- 2009: 1. Platz Weltmeisterschaften im Doppelzweier
- 2010: 4. Platz Europameisterschaften im Doppelzweier
- 2010: 6. Platz Weltmeisterschaften im Doppelzweier